# Magyarszombatfa, Vas
Magyarszombatfa  este un sat în districtul Körmend, județul Vas, Ungaria, având o populație de 259 de locuitori (2011). 

## Demografie
Componența etnică a satului Magyarszombatfa
     Maghiari (98,5%)
     Germani (1,5%)
Componența confesională a satului Magyarszombatfa
     Reformați (60,62%)
     Romano-catolici (16,6%)
     Luterani (10,81%)
     Fără religie (9,27%)
     Necunoscută (2,7%)
Conform recensământului din 2011, satul Magyarszombatfa avea 259 de locuitori. Din punct de vedere etnic, majoritatea locuitorilor (98,5%) erau maghiari, cu o minoritate de germani (1,5%).  Din punct de vedere confesional, majoritatea locuitorilor (60,62%) erau reformați, existând și minorități de romano-catolici (16,6%), luterani (10,81%) și persoane fără religie (9,27%). Pentru 2,7% din locuitori nu este cunoscută apartenența confesională.